# 수왕기
《수왕기(獸王記)》는 세가에서 1988년도에 제작한 액션 게임이다. 애초에 아케이드 게임으로 개발되었으나 이후 여러 플랫폼으로 출시되었다.

## 개요
그리스 신화풍 게임으로 악마에게 납치당한 아테나를 구하는 것이 목적이다. 수인인 주인공은 스피릿 볼을 얻을 때마다 힘을 모은 뒤 수인으로 변할 수 있다. 스테이지 중간마다 마인이 대기하고 있으며, 조건에 맞으면 보스로 변신하여 공격한다. 마인을 쓰러뜨리면 지하로 내려가는 형식을 취하고 있는데, 이때 변신이 풀리며 보통 상태로 돌아온다.
메가 드라이브에서는 시작할 때 들려오는 "Rise from your grave!"라는 말이 뭉개져 들려오기에 "Wise fwom your gwave" 또는 이와 비슷한 말로 패러디되곤 한다.

## 줄거리
태초에 수인족이 있었으나 그 뛰어난 능력으로 지상의 신으로 군림하려 함에 신들의 노여움을 사 비석 가운데 봉인되었다. 그로부터 천년이 지난 뒤 제우스의 딸인 아테나가 지저의 마물과 전투를 벌이던 하데스를 돕기 위해 파견되지만 오히려 마물에게 납치당하게 된다. 이에 제우스는 봉인되었던 수인족을 일으켜 악을 제압하고 딸을 구출하려 한다. (제우스曰 I command you to RISE FROM YOUR GRAVE and rescue my daughter.)

## 시스템

### 조작
- 8방향 이동.
- A 버튼 : 주먹.
- B 버튼 : 발차기.
- C 버튼 : 점프. (↑ + C : 고공 점프.)

##### 메가드라이브 치트키
- 이어하기 : 게임 오버일 때, A를 누르면서 Start.
- 수인선택 : 타이틀 화면일 때, A,B,C와 ←,↓을 누르면서 Start.
- 레벨선택 : 타이틀 화면일 때, B를 누르면서 Start.

## 등장 요소

#### 기물 및 지물
스피릿 볼(Spirit ball, スピリットボール)
하얀 늑대(MD에서는 푸른게 보이는 늑대)를 잡으면 얻을 수 있으며, 가질 때마다 정신력 에너지를 축적하며 신체 변화를 일으키다가 동물로 변할 수 있다. (4개부터는 점수로 환산. 3000점.)
1. 보통 상태[Normal body, ノーマルボディー].
2. 근육 상태[Muscle body, マッスルボディー].
3. 극한 상태[Maximum body, マキシムボディー].
4. 수인 상태[獸化].

묘비(Tombstone, トムストーン)
싱글 풋이 나오기도 하는 갑자기 솟아오르는 묘비석. '스텔라'라는 이름의 여자 석상이다. - 1. 0점.
화석(Fossil, フォッシル)
웨어 베어가 뿜는 브레스에 의해 석화한 것. - 3. 0점.

#### 인물 및 동물
늑대(Lascert wolf, ラスケルトウルフ)
머리 둘 달린 갈색 늑대. - *. 1000점.
하얀 늑대(Albino lascert wolf, アルビノ・ラスケルトウルフ)
머리 둘 달린 하얀 늑대로 몸 안에서 만들어지는 순수한 정신력 에너지 덩어리인 스피릿 볼을 제공한다. - *. 1000점.
마인(魔人)
마인은 수인과 만났을 때, 또는 3회 만났을 때 변신한다. - *. 100000/50000/20000점.
싱글 풋(Single foot, シングルフット)
가까이 다가가면 자폭하는 좀비. - 1, 4. 100점.
본 헤드(Born head, ボーンヘッド)
머리를 들고 다니며 잽치는 좀비. - 1, 4. 100점.
그레이브 마스터(Grave master, グレイブマスター)
상·하단 공격과 방어를 하는 좀비. - 1, 3. 300점.
스키니 오크스(Skinny orcus, スキニーオークス)
날아다니는 노란색 작은 악마. - 1, 2, 5. 500점.
엑스프로그(Exfrog, エスクフロッグ)
악어와 개구리의 중간형태의 괴수로서 다리가 없다. 뛰어올라 머리를 물며, 몸을 흔들면 떨어진다. 원래 두 번째 스테이지에서 등장하나 수인으로의 변신에 실패하면 네 번째 스테이지에서도 등장한다. - 2, 4. 0점.
래틀테일(Rattle tail, ラトルテイル)
머리와 꼬리가 약점인 용머리 뱀. 방울뱀처럼 등장하기전 꼬리를 딸랑거린다. - 2. 500점.
치킨 레그(Chicken leg, チキンレッグ)
꼬리 공격. 황금도끼에서 탈 것으로도 등장한다. - 2, 3, 4. 300점.
케이브 니돌(Cave needle, ケイブニードル)
노란 개미 같이 생긴 벌로 나나니벌류가 진화한 것. - 3. 100점.
락 터틀(Rock turtle, ロックタートル)
돌 껍데기를 가진 거북이처럼 생겼으나 민달팽이에 더 가깝다. 세 번째 스테이지에서만 등장한다. - 3. 0/500점.
햄머 프라이(Hammer fly, ハマーフライ)
날아다니다가 망치로 내리찍는 보라색 악마. 네 번째 스테이지에서 등장하지만 마지막 스테이지에서는 수인으로의 변신에 실패하면 등장한다. - 4, 5. 500점.
다크 웨어 드래곤(Dark Were Dragon)
두 번째 스테이지에서 변신했던 웨어드래곤과 완전히 동일한 모양의 용으로서 패티 크로커다일의 부하이지만 빨간색이며 크기가 작고 번개를 사용하지 못한다. 시간이 지날수록 조금씩 쌓이는데 5마리 이상 모이면 매우 어려워진다. 네 번째 스테이지에서 보스전에서만 등장한다. - 4. 0점

##### 마지막 스테이지 전용 괴수
고리고트(Gory goat, ゴーリィゴート)
2족 보행 염소 전사. - 5. 200점.
소 피쉬(Saw fish, ソーフィッシュ)
굴러오며 회전공격하는 물고기. - 5. 100점.
헬보아(Hell boar, ヘルボアー)
2족 보행 톤파 멧돼지. 덩치가 대단히 크다. - 5. 500점.
다크 유니코니아(Dark unicornia, ダークユニコニア)
2족 보행 점프 킥커. 싸움을 매우 잘하기 때문에 변신을 하기 전의 상태에서는 정면승부를 할 경우 무조건 진다. 올라가거나 내려갈 때 공격해야 한다. - 5. 300점.

## 스테이지
스테이지1 묘지(墓場)
- 수인 : 웨어 울프(Were wolf, ウェアウルフ)
  - A 버튼 : 파이어 볼(Fireball, ファイアーボール) - 붉은 색의 불덩어리를 발사한다.
  - B 버튼 : 플래시 어택(Flash attack, フラッシュアタック) - 가로 방향으로 돌격한다.
- 보스 : 해거(Hagger, ハガー) - 자신의 머리를 던지며 공격한다.

스테이지2 지하 습원(地下濕原)
- 수인 : 웨어 드래곤(Were ragon, ウェアドラゴン) - 수인 중 최강의 전투력을 보유하고 있으며 항상 날아다니는 상태이다.
  - A 버튼 : 선더 스매시(Thunder smash, サンダースマッシュ) - 번개를 발사한다.
  - B 버튼 : 라이 배리어(Rai(雷) barrier, ライ・バリア) - 번개로 온 몸을 감싼다.
- 보스 : 옥토아이즈(Octoeyes, オクトアイズ) - 엄청나게 많은 눈이 달린 괴물로서 눈이 몸에서 이탈하여 공격한다.

스테이지3 지저 동굴(地底洞窟)
- 수인 : 웨어 베어(Were bear, ウェアベア) - 수인 중 제일 약하다.
  - A 버튼 : 페트리프 브레스(Petrif-breath, ペトリフブレス) - 입에서 거품을 뿜으며 이 거품에 공격당한 적은 돌로 굳어진다.
  - B 버튼 : 스핀 봄버(Spin bomber, スピンボンバー) - 몸을 동그랗게 말아서 점프한다.
- 보스 : 몰디 스네일(Moldy Snail, モルディスネイル). - 용머리의 달팽이로 돌멩이 또는 불로 이루어진 덩어리를 뿜는다.

스테이지4 지하 궁전(地下宮殿)
- 수인 : 웨어 타이거(Were tiger, ウェアタイガ) - 수인 중 웨어드래곤 다음으로 전투력이 강력하다.
  - A 버튼 : 소닉 무브먼트(Sonic movement, ソニックムーブメント) - 위아래로 움직이는 동그란 기탄을 발사한다.
  - B 버튼 : 파이어 쇼크(Fire shock, ファイヤーショック) - 위아래로 돌격한다.
- 보스 : 패티 크로커다일(Fatty Crocodile, ファティクロコダイル). - 위 아래로 움직이는 악어로 배 부분에서 커다란 불덩어리를 발사하며 그 수하로 다크 웨어 드래곤(Dark Were Dragon)이 따라다닌다.

스테이지5 지옥(地獄)
- 수인 : 웨어 골드 울프(Were goldwolf, ウェアゴールドウルフ) - 색깔만 다를 뿐 1스테이지에서 변신한 웨어울프와 모든 것이 동일하다.
  - A 버튼 : 파이어 볼(Fireball, ファイヤーボール).
  - B 버튼 : 플래시 어택(Flash attack, フラッシュアタック).
- 보스 : 세가 벤 베이더(Sega van Vader, セガ・バン・ベイダー) - 헬보아와 비슷한 몸매를 갖고 있는 코뿔소 인간으로 헬보아보다 체격이 더 크며 몸통박치기로 공격한다.

## 평가
| 평가 |                      |
| --- | -------------------- |
| 통합 점수 통합사 점수 게임랭킹스 51% (GEN) [ 1 ] 메타크리틱 40/100 (X360) [ 2 ] 평론 점수 평론사 점수 올게임 (Arcade) (GEN) (SMS) |                      |
| 통합 점수 |                      |
| 통합사 | 점수                 |
| 게임랭킹스 | 51% (GEN)            |
| 메타크리틱 | 40/100 (X360)        |
| 평론 점수 |                      |
| 평론사 | 점수                 |
| 올게임 | (Arcade) (GEN) (SMS) |